# 乌兰图雅 (人大代表)
乌兰图雅（？—），女，蒙古族。是2017年11月30日北京日报公布北京市第十五届人民代表大会代表名单，北京房山区42名中其中一位人民代表大会代表。